# Tanyzancla
Tanyzancla är ett släkte av fjärilar. Tanyzancla ingår i familjen praktmalar, Oecophoridae.

## Dottertaxa tillTanyzancla, i alfabetisk ordning[1]
- Tanyzancla amydrographa
- Tanyzancla ataracta
- Tanyzancla ataurota
- Tanyzancla aureola
- Tanyzancla baeotypa
- Tanyzancla basiplaga
- Tanyzancla camptosema
- Tanyzancla catadea
- Tanyzancla chalinitis
- Tanyzancla chionospila
- Tanyzancla chrysodeta
- Tanyzancla cincta
- Tanyzancla clytophanes
- Tanyzancla crocanthopa
- Tanyzancla diachorda
- Tanyzancla dichotoma
- Tanyzancla diorycta
- Tanyzancla erastis
- Tanyzancla eseliensis
- Tanyzancla eudmeta
- Tanyzancla euethira
- Tanyzancla euryptila
- Tanyzancla flavitincta
- Tanyzancla gloriosella
- Tanyzancla haematella
- Tanyzancla helias
- Tanyzancla hilda
- Tanyzancla holopsamma
- Tanyzancla homophyes
- Tanyzancla hyperchyta
- Tanyzancla idiophanes
- Tanyzancla incomposita
- Tanyzancla isozona
- Tanyzancla lanceolata
- Tanyzancla leptopasta
- Tanyzancla leucophlebia
- Tanyzancla leucoplaca
- Tanyzancla lunata
- Tanyzancla malacostola
- Tanyzancla marionella
- Tanyzancla marmorata
- Tanyzancla mediocris
- Tanyzancla metacroca
- Tanyzancla metriopis
- Tanyzancla mimetis
- Tanyzancla monoxyla
- Tanyzancla notia
- Tanyzancla oberthurella
- Tanyzancla ochrocausta
- Tanyzancla ochrosema
- Tanyzancla pentatypa
- Tanyzancla pepona
- Tanyzancla periphanes
- Tanyzancla phaeopleura
- Tanyzancla phaeoxantha
- Tanyzancla polita
- Tanyzancla quadratella
- Tanyzancla sciosticha
- Tanyzancla semistricta
- Tanyzancla serica
- Tanyzancla sericodes
- Tanyzancla sincera
- Tanyzancla stictoloma
- Tanyzancla succensa
- Tanyzancla syngenes
- Tanyzancla thermochroa
- Tanyzancla tolmera
- Tanyzancla virgo
- Tanyzancla xenomima
- Tanyzancla zitella